# Lehmannia szigethyae
Lehmannia szigethyae is een slakkensoort uit de familie van de Limacidae. De wetenschappelijke naam van de soort is voor het eerst geldig gepubliceerd in 1975 door Wiktor.